# 京都愛情故事
《HAL》（日語：ハル）是WIT STUDIO于2013年制作的一部动画电影，于2013年6月8日在松竹旗下电影院线发行。，之后在2013年Anime Expo通过Funimation代理北美地区发行上映。

## 製作
这是WIT STUDIO脱离母公司Production I.G后第一部制作的动画电影。由漫画家咲坂伊緒担任角色原案，牧原亮太郎担任本作导演，也是其担任的第一部动画电影导演，剧本由木皿泉第一次担任。日笠阳子演唱本作的主题曲，并且是其第一次演唱动画电影主题曲。
本作也在集英社别册Margaret2013年4月号别册附录Vol.9刊载了先行漫画连载，由綾瀬羽美作画。2013年5月31日，由木皿泉撰写的小说版也提前本作发行。

## 主要角色
Q01
胡桃爷爷家的工作机器人，曾亲眼看见「空难」，之后受胡桃的爷爷委托，故事起初被认为是改造成春的样子代替春照顾受到「空难」打击的胡桃。
实际上其被委托改造成「胡桃」的样子，反过来照顾受到打击的春。之后在龙的绑架中，和春被冲入水沟，它让春先被救起而自己最终被冲走。
春（配音：细谷佳正）
本作男主角，起初认为自己是Q01机器人改造的人类，被安排去照顾由于飞机空难失去爱人的胡桃。
实际上正好相反，其正是其本人，由于一次争吵之后未能阻止胡桃乘坐飞机而发生「空难」身亡，因而极度愧疚而精神大受打击，并认为自己是机器人，之后在荒波的瞒骗下让其以为自己作为机器人改造的春去照顾胡桃，而实际上是借机器人改造的「胡桃」的开导让其了解胡桃生前的想法，直到龙想将胡桃通过黑市卖走并发生打斗时受伤才回想起真实情况，最终重新振作，并接下胡桃的裁缝店。
曾经提到小时候因为心脏不好而做过更换心脏手术，但由于害怕支付不了手术费用而被父母遗弃。因此曾经在高危的非法雇佣童工的地方工作过，所以十分看重钱，也因此变卖掉胡桃收集的纽扣而和胡桃发生过争执。
胡桃（配音：日笠阳子）
春的情人，开有一家小型裁缝店，起初被认为是由于春发生空难收到打击，一直躲在自己的裁缝店里修复遗留下来的摄录机遗物，起初并不接受「春」的照顾，之后态度转变并接受「春」。
实际上，发生「空难」的正是其本人，已逝世。
龙（配音：宮野真守）
春的好友，曾经和春同在一个非法雇佣童工的地方工作过。在春回来后见到春，想让春一起将胡桃卖到黑市。实际上知道春的真实身份，也因此猜出「胡桃」的真实身份，想借绑架事件告知春真相，最后由于大雨，春和「胡桃」两人被冲入水沟时，将春救起。
时夫（配音：大木民夫）
胡桃的爷爷，开有一家手工印染厂，知道胡桃和春的真相，也因此同意荒波对春的治疗。
荒波（配音：辻親八）
康复中心的医生，提出使用机器人治疗春心理并且协助设下整个骗局，并照看着春。

## 制作人员
- 导演：牧原亮太郎
- 剧本：木皿泉
- 角色原案：咲坂伊緒
- 动画角色设定、总作画导演：北田勝彦
- 小物件设定、作画监督：
- 作画监督：加藤寛崇、山本祐子
- 美术监督：竹田悠介
- 美术设定：塩澤良憲
- 色彩设计：藤田裕子
- CG总监：西田映美子
- 摄影监督：田中宏侍
- 编集：肥田文
- 音响监督：
- 音乐：大島滿
- 主要视觉艺术总监：
- 动画制作人：中武哲也
- 制片人：和田丈嗣
- 动画制作：WIT STUDIO
- 制作组织：製作委員会（松竹、波麗佳音、Production I.G）
- 分发：松竹

## 主题曲
永不终止的诗
作詞：yamazo、稻葉江美，作曲、編曲：yamazo，演唱：日笠陽子

## 相關商品

### BD/DVD
BD/DVD于2013年12月18日由松竹代理发售，波丽佳音销售。初次豪华限定版有DVD版本（规格编号：PCXE-50326）和BD版本（规格编号：PCBE-54406），普通版只有DVD版本（规格编号：PCBE-54407）。

### 书籍
漫画
于集英社漫畫雜誌《別冊瑪格麗特》2013年4月号别册附录Vol.9至7月号Vol.12期間連載。单行本全1卷，并收录1话番外篇。台灣由長鴻出版社代理，譯為《HAL-人形機器人-》。
| 集數 | 集英社        | 集英社                 | 長鴻出版社    | 長鴻出版社             |
| 集數 | 發售日期      | ISBN                   | 發售日期      | ISBN                   |
| ---- | ------------- | ---------------------- | ------------- | ---------------------- |
| 全   | 2013年6月25日 | ISBN 978-4-08-845063-6 | 2016年6月29日 | ISBN 978-986-474-080-2 |

小说
木皿泉著作，于2013年5月由Mag Garden的WIT NOVEL发表，ISBN 978-4-8000-0182-5。
爱好者手册
《剧场电影「HAL」公式手册（劇場アニメーション「ハル」公式ファンブック）》，由波麗佳音于2013年5月发行，ISBN 978-4-901637-93-0。